# نادیا باتوکلتی
نادیا باتوکلتی (ایتالیایی: Nadia Battocletti؛ زادهٔ ۱۲ آوریل ۲۰۰۰) دونده دو نیمه‌استقامت زن اهل ایتالیا است.